# Minbari
 (juin 2015).
Si vous disposez d'ouvrages ou d'articles de référence ou si vous connaissez des sites web de qualité traitant du thème abordé ici, merci de compléter l'article en donnant les références utiles à sa vérifiabilité et en les liant à la section « Notes et références ».
Les Minbaris sont une race fictive de la série Babylon 5. Leur planète se nomme Minbar. Bien qu’ils soient considérablement plus jeunes que les anciens Premiers (First Ones), ils sont la plus ancienne et la plus puissante des jeunes races. Les Minbaris sont plus avancés technologiquement que les humains et connaissent le vol spatial depuis plus de 1 000 ans.

## Minbar
Minbar est une planète fictive de la série télévisée Babylon 5, le monde natal de la race Minbarie. La planète tire son nom (d’après le créateur de Babylon 5 Joe Michael Straczynski) de la chaire islamique, le « minbar ».
Minbar se trouve dans le système Khi Draconis dont elle est la septième planète. Ce système se trouve à plus de 25 années-lumière de la Terre. Comme cette dernière, Minbar a une atmosphère à base d’oxygène et d’azote mais ses zones polaires sont plus grandes : le pôle Nord couvre 23 % de la surface planétaire. En outre, son climat est plutôt froid. La planète est très riche en cristaux et autres minéraux, qui sont utilisés dans la construction des cités et dans la technologie Minbari. Si une année dure 1,5 année terrienne, un jour dure lui 20 heures et 47 minutes. Minbar possède deux lunes. La population est d’environ 4 milliards et la capitale est Yedor.

## Société
La société minbarie est structurée autour de trois castes quasi-ethniques : les travailleurs, les religieux et les guerriers. L’appartenance à une caste paraît y être héréditaire ; ainsi les enfants des parents d’une caste appartiendront à celle-ci. Si les parents sont de castes différentes, c’est la caste de la mère qui aura préséance, c’est-à-dire qu’ils seront de la caste maternelle. Quelquefois, les Minbaris peuvent avoir un fort penchant pour une caste à laquelle ils n’appartiennent pas. Dans ce cas, ils pourront se joindre à cette autre caste. Les Minbaris appellent cela un « appel du cœur » pour expliquer leur attitude. Les castes ne sont pas aussi limitées que leur titre le suggère et certaines essayent d’être auto-suffisantes. Pour l’instant, les trois castes maintiennent toutes des forces militaires plus ou moins développées.
Chaque caste minbarie a des chefs désignés sous le titre d’« anciens » ou d’« aînés ». Ces anciens supervisent la direction des affaires de la caste.
Avant la dissolution du Conseil Gris en 2260, chacune des trois castes détenait un pouvoir égal au sein de cette institution créée par Valen un millier d’années plus tôt. Le Conseil Gris fut constitué pour mettre fin à la guerre civile entre les castes et les unir contre un ennemi commun, les Ombres.

## Gouvernement
La Fédération Minbarie est le gouvernement officiel de Minbar (planète-mère) et de ses colonies, qui siège dans la grande cité cristalline de Yedor, capitale de Minbar et du peuple minbari. Si elle inclut des ministères (comme le Ministère de la Culture), elle est surtout constituée de clans de chaque caste. En outre, chaque caste est dirigée au sein de la Fédération par un Conseil des Anciens, composé de neufs membres, chacun représentant un clan dominant de la caste. Enfin, au sommet de la Fédération Minbarie se situe le Conseil Gris.
Le Conseil Gris est le gouvernement secret de la Fédération Minbarie, constitué de neuf membres (trois pour chaque caste) aussi appelés « sataï », ainsi que des membres additionnels qui servent en tant que conseillers pour le gouvernement. Le chef du Conseil Gris (et du peuple Minbari) est cependant un chef Primus inter pares et ne peut aller à l'encontre des décisions du Conseil. Par tradition, le Conseil Gris siège à bord du croiseur Valen'Tha, vaisseau amiral de toute la flotte minbarie, au sein duquel a été constituée une "chambre du Conseil Gris".

## Religion
La religion minbarie n’est pas élaborée autour de la figure d’un dieu unique ou bien d’un panthéon de dieux. Les Minbaris ont une conviction panthéistique que l’univers est un être et que cet univers a le pouvoir de se briser lui-même en morceaux ; ils croient que l’univers place ces morceaux à l'intérieur de chaque individu.
Valen est une figure centrale dans la religion minbarie. À la différence de Jésus, Valen n’est pas considéré comme d’origine divine, étant plutôt un « Minbari non né d’un Minbari ». Aux alentours de 1260, une forteresse (la station Babylon 4) est soudainement apparue au-dessus de Minbar avec Valen à l’intérieur, flanqué d’êtres célestes (des Vorlons) qui ont aidé le peuple minbari à lutter contre les Ombres. Après cette guerre, Valen a aidé à restructurer la société minbarie en organisant le Conseil Gris qui devait les diriger. Cette forme de gouvernement s’avéra stable puisqu’il dura un millier d’années, jusqu’à la prochaine Guerre des Ombres. Valen savait que les Ombres allaient revenir, et sachant cela il écrivit une série de prophéties prévenant les Minbaris du moment du début de la prochaine guerre. Une fois ces actes accomplis, Valen quitta Minbar, le reste de sa vie ainsi que son sort final restant encore un mystère.
Le peuple minbari crut à sa réincarnation. Ils pensent qu’après qu’un individu est mort, son âme se joint avec toutes les autres âmes minbaries. Ces âmes se mélangent ensemble pour n’en former plus qu’une seule. Ensuite les âmes renaissent à la prochaine génération de Minbaris. C’est la principale raison pour laquelle les Minbaris cessèrent brusquement la guerre avec les humains : en examinant un humain, Jeffrey Sinclair, les Minbaris furent convaincus que certaines de leurs âmes renaissaient chez les humains, et qu’en continuant cette guerre ils tuaient leur propre peuple, ce qui est interdit dans leur religion.

## Physiologie
Les Minbaris ressemblent aux humains ; cependant, à la différence des humains, ils sont chauves et surtout, ils disposent d’une crête osseuse sur la tête. Cette crête peut être de taille et de couleur variable, celle des femmes étant plus petite et plus lisse. Celle des hommes sont plus grandes et plus « tranchantes ». Les crêtes des religieux sont également plus lisses que celles des guerriers, aux nombreuses pointes.
Un Minbari peut vivre plus longtemps qu’un Humain : jusqu’à 150 ans. Minbar a un climat plus froid que celui de la Terre, et par conséquent les Minbaris seront plus à l’aise à des températures plus froides et inversement moins tolérants des hautes températures que d’autres espèces pourraient préférer.
Les Minbaris n’ont pas un sens du goût aussi développé que celui des êtres humains, aussi leur cuisine est-elle plus épicée. Ils ne boivent pas de breuvages alcoolisés parce que leur système réagit très mal à l’alcool.
L’ambassadeur Delenn s’est transformée en hybride humain-minbari, puis s’est mariée plus tard avec un membre des Forces Terriennes, le capitaine John Sheridan. De leur union est né un fils, David. Il est normalement impossible qu’un humain et un Minbari conçoivent ensemble, puisqu’ils ne sont pas génétiquement compatibles, mais la transformation de Delenn en hybride a rendu cela possible. C’est aussi parce qu’elle était une descendante de Valen.
Les Minbaris n’ont pas une très bonne ouïe à la différence des humains, possiblement à cause de l’emplacement et de la taille de leurs oreilles. Leur sang, de même que leur système cardio-vasculaire, est semblable à celui des humains.
Tous les Minbaris ont une peau claire, il n’y a pas de différences significatives de couleur dans la population si ce n’est un maquillage différent en fonction des régions. Que cela ait été toujours le cas ou non reste sujet à débat.
En ce qui concerne leur crête osseuse céphalique, les Minbaris ne sont pas nés avec, en effet, celle-ci grandit avec le temps. Nombreux sont ceux qui les travaillent et les stylisent. À l’inverse, les membres de la caste des guerriers laissent pousser leur crête osseuse en toute liberté. Les vieux Minbaris ont des attributs généralement plus développés, les crêtes osseuses des femmes sont traditionnellement plus lisses et s’effilent en une pointe unique à l’arrière de la tête, à l’inverse de celles des hommes qui se terminent généralement en plusieurs pointes.
Les hommes aussi bien que les femmes sont complètement chauves, quelques mâles sont cependant capables de développer une barbe ou une barbiche. C’est quelquefois le cas des vieux Minbaris. Ceci est peut-être un héritage de Valen transmis par son ADN.
Ils sont plus endurants et plus forts que les humains, les Centauris et même les Narns, et peuvent survivre à des blessures qui seraient fatales pour un humain. Leur crête osseuse protège leur crâne et leur cerveau contre les impacts qui pourraient être fatals aux autres races. Le Docteur Franklin de Babylon 5 théorisa que, outre leur supériorité technologique écrasante, c’est en raison de ces capacités que les Minbaris eurent tant de succès durant la guerre Terre/Minbar, pouvant continuer à se battre plus longtemps que les soldats humains ne pouvaient le faire.
Un million d’années dans le futur, les Minbaris seront peut-être aussi évolués que les Premiers comme le seront aussi les humains (The Deconstruction of Falling Stars). Ni les Narns ni les Centauris n’arriveront jusqu’à stade d’évolution sans toutefois disparaître.

## Langues
Les Minbaris ont trois principales langues qui se nomment Lenn-Ah, « Lumière », pour la caste de travailleurs, Vik, « Sombre » pour celle des guerriers et Adrenato, « Gris » pour les religieux. Ces langues se fondent toutes sur le langage commun de l’Adrihi’e. Dans une discussion courante, ces trois langages peuvent être utilisés chacun dans différents objectifs. L’Adrenato est plutôt de ton euphonique (suite harmonieuse de sons dans les syllabes d’un mot, dans les mots d’une phrase) et généralement lent dans son prononcé. C’est la seule des trois avec des mots pour des abstractions spirituelles et philosophiques. Le Vik lui consiste en des sonorités aiguës, et est utilisé pour donner des ordres sans ambiguïté. Quant au Lenn-Ah, il est technique par nature, s’utilisant avec des adjectifs et est utilisé pour les discussions scientifiques ou pour les mathématiques.
Exemples :
- Adrihi'e: Nu’zen Fel’ani in-a lis’e medran

(Français : Vous êtes la plus belle femme que j’aie vue)
- Adrenato : Na’chea, Duvea na

(Français : Faire le bruit de la pluie qui tombe doucement)
En réalité, une grande partie du Minbari parlé à l’écran est dérivé du russe.

## Histoire
L’histoire des Minbaris et de leur Fédération est marquée par différentes périodes appelées « Triumvirats ».
Ainsi, le système de division de la société minbarie en trois castes fut introduit lors du « Premier Triumvirat » quand les Minbaris vivaient encore en nomades. Plusieurs familles formaient des clans qui donnèrent naissance aux trois castes.
Le « Premier Triumvirat » prit fin il y a plusieurs millénaires quand 20 clans se retrouvèrent dans la vallée de Tuquali. Ce fut la base d’une société minbarie vivant en paix. Mais, peu de temps après, la tension monta lorsque la caste des religieux voulut prendre le pouvoir, ce qui provoqua des luttes durant tout le « Deuxième Triumvirat ».
Le « Troisième Triumvirat » commença il y a près de 3000 ans et fut nommé « l’âge de la Colonisation » car ils commencèrent à coloniser les lunes de leur système solaire. Peu de temps après, les Vorlons prirent contact avec eux et en seulement 200 ans leur technologie fit des bonds énormes grâce à ces derniers. Cette action n’était pas désintéressée car les Vorlons voulaient des alliés dans leur guerre contre les Ombres.
Mais même avec l'appui des Vorlons, les Minbaris faillirent être vaincus par les Ombres. Pendant plusieurs années, de nombreuses planètes furent dévastées, des civilisations détruites et les Minbaris souffrirent de pertes catastrophiques, notamment en raison des divisions internes que même l'ennemi commun ne pouvait résorber. La perte la plus terrible fut celle de leur principal centre de commandement stratégique dans ce conflit, ce qui signifiait à terme une victoire des Ombres ; ou du moins, un avantage décisif. Alors que cette dernière perte semblait réduire tout espoir de victoire en cendres, un Minbari inconnu, Valen, fit son apparition amenant avec lui une immense station spatiale (Babylon 4) qui permit aux forces minbaries dispersées et exsangues de se regrouper et de reprendre l'initiative. 
Sous le commandement de Valen, les Minbaris remportèrent la victoire dans la guerre contre les Ombres. Mais après leur combat contre les Ombres, ils sombrèrent dans la guerre civile. Pour y mettre fin, Valen appela à la formation d’un nouveau gouvernement, le Conseil Gris, qui serait formé à parts égales de représentants des trois castes. Il fonda également l'Anla'shok (traduit par Rangers en humain), une force militaire accueillant des membres de toutes les castes et devant guetter le retour des Ombres et préparer la prochaine guerre contre ceux-ci.
Avant de mourir, Valen prévint les Minbaris que cette nouvelle guerre contre les Ombres aurait lieu dans 1000 ans. C’est en étant fidèle à cette prophétie que le vaisseau amiral minbari, le Valen’tha, fut envoyé en 2242 vers Z’Ha’Dum, avec à son bord le Conseil Gris et son chef Dukhat, pour y trouver des preuves du retour des Ombres.
Ils y rencontrèrent un vaisseau de l’Alliance terrienne, le Prométhée, envoyé chercher un maximum d’informations sur les Minbaris. À la suite d'un quiproquo (le Valen’tha avait toutes ses armes ouvertes et prêtes, dans un geste d’ouverture, de respect et de salutations ; alors que chez les Terriens, c'est un signe d’agression imminente), les humains paniquèrent et ouvrirent le feu, tuant le chef du conseil Dukhat et causant de gros dégâts au Valen’tha. Malgré la réticence d’un certain nombre de membres du Conseil, une Guerre Sainte fut déclarée, notamment à cause du rôle que joua Delenn dans cette prise de décision, et les Minbari se lancèrent dans une vengeance face à ce qu'ils considéraient comme un acte barbare d'une profonde lâcheté.
Grâce à leur supériorité technologique, les Minbaris écrasèrent les Forces Terriennes au cours de la Guerre Terre-Minbari; cependant, la résistance acharnée des Humains leur valu petit à petit le respect de leurs ennemis, et le conflit se termina par la reddition de ces derniers, alors qu’ils étaient sur le point d’obtenir une victoire totale, lorsqu’il fut découvert que les humains avaient un lien génétique avec les Minbaris et que par conséquent lutter contre ceux-ci était comme tuer leur propre peuple, ce qui est le plus grand interdit de la religion minbarie. Cette décision, dont les religieux (parmi eux Delenn) tinrent la raison secrète, ne fut pas très bien comprise par les guerriers, ce qui ajouta à la tension qui régnait déjà entre les deux castes.
Quand Delenn quitta le Conseil Gris, elle fut remplacée par Neroon (de la caste des guerriers) ce qui créa un fort déséquilibre en son sein. En 2259, l’institution fut dissoute par Delenn, car ils avaient renoncé à la prophétie annonçant la guerre avec les Ombres. La caste des religieux et celle des ouvriers suivirent Delenn. Ceci força ainsi les Minbaris à se concentrer sur leur ennemi commun. Durant la guerre les dissensions furent mises de côté, mais une fois la guerre terminée, la vacance provoquée par la dissolution du conseil porta les tensions à leur comble. La lutte entre la caste des guerriers et celle des religieux reprit de plus belle. En 2261, la guerre civile éclata sur Minbar. Dans une ville située au pôle sud de la planète, les membres de la caste guerrière évincèrent de la cité les religieux. Ces Minbaris furent forcés de marcher à travers le pôle pour rejoindre une autre cité, et beaucoup moururent de faim et de froid durant le périple. Les guerriers cessèrent aussi d’honorer les accords passés par les religieux entre le peuple minbari et les autres peuples.
Beaucoup de Minbaris furent tués jusqu’à ce que Delenn et Neroon stoppent cette guerre grâce à une ancienne tradition minbarie.
À la fin de la guerre civile minbarie, un nouveau Conseil Gris fut formé qui donna la part belle à la caste des travailleurs avec 5 membres, et deux membres seulement pour les autres castes. Cette répartition fut décidée pour plusieurs raisons : le fait que les conflits internes des Minbaris se déroulaient entre guerriers et religieux (les travailleurs se retrouvant sous les feux croisés des deux autres castes), la place des travailleurs qui avait été ignorée durant la guerre et aussi parce que religion et guerre n’existent que pour servir le peuple.